# Ophiopogon humilis
Ophiopogon humilis är en sparrisväxtart som beskrevs av Léopold Rodriguez. Ophiopogon humilis ingår i släktet Ophiopogon och familjen sparrisväxter. Inga underarter finns listade i Catalogue of Life.